# Dmitri Soloviev
Dmitri Soloviev (n. 18 iulie 1989, Moscova, RSFS Rusă, URSS) este un dansator pe gheață ce a reprezentat Rusia, medaliat olimpic. A participat la 3 ediții ale Jocurilor Olimpice (2010, 2014, 2018) în care a câștigat 1 medalie de aur.